# Vicente Rebollo Mozos

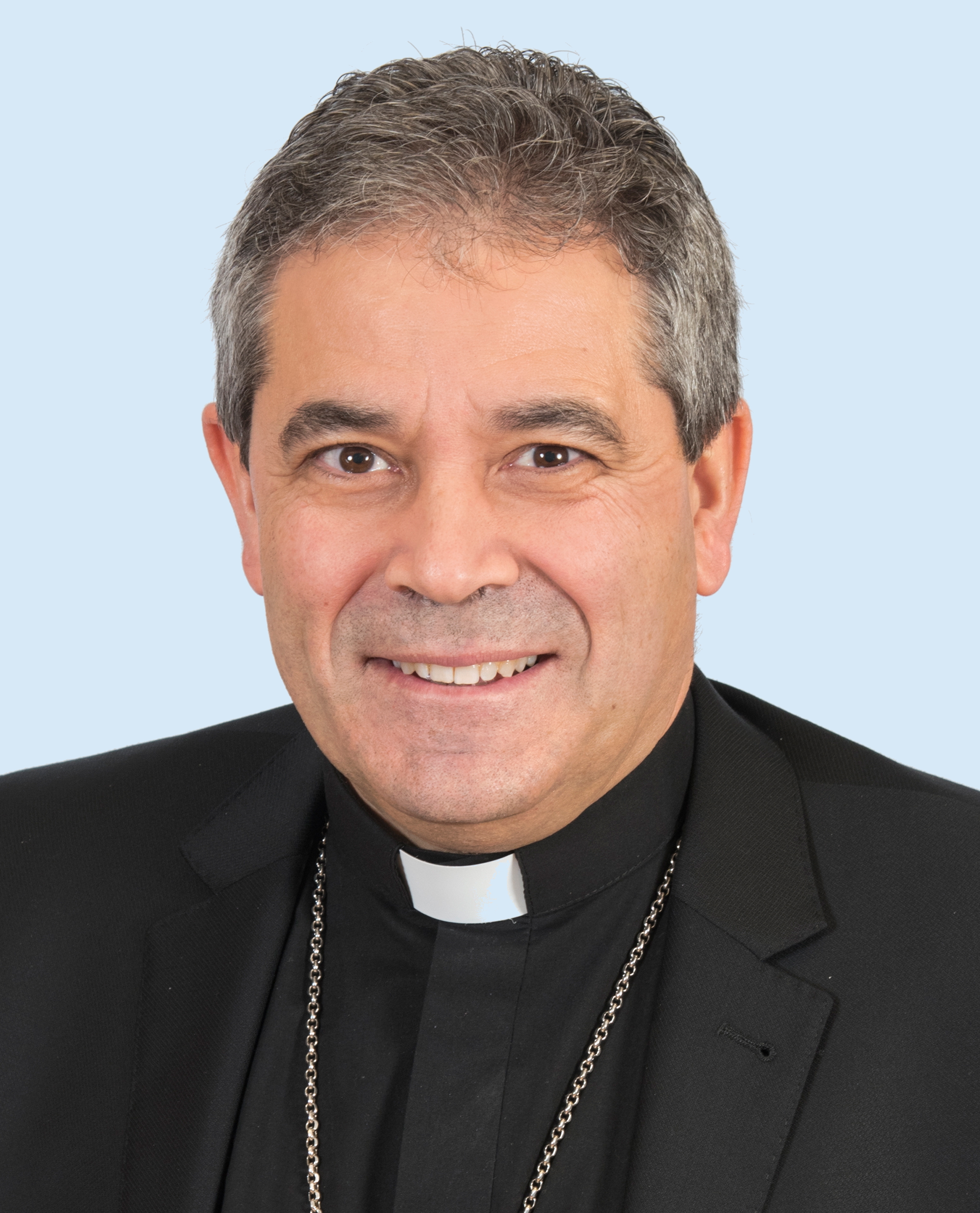
Vicente Rebollo Mozos, 2022

Wappen von Vicente Rebollo Mozos.

Vicente Rebollo Mozos (* 15. April 1964 in Revilla Vallejera) ist ein spanischer Geistlicher und römisch-katholischer Bischof von Tarazona.

## Leben
Vicente Rebollo Mozos studierte er Philosophie und Katholische Theologie am Priesterseminar des Erzbistums Burgos, für das er am 13. August 1988 das Sakrament der Priesterweihe empfing.
Nachdem er an der theologischen Fakultät für Nordspanien in Burgos das Lizenziat in Theologie erworben hatte, schloss er 2006 ein Studium in Unternehmensführung an der Universität Burgos ab. 2011 erwarb er zudem einen Master in Wirtschaftswissenschaften. Im Erzbistum Burgos war er in verschiedenen Gemeinden in der Pfarrseelsorge sowie als Dekan tätig. Von 2007 bis 2016 war er Diözesanökonom und anschließend Bischofsvikar für die wirtschaftlichen Angelegenheiten der Erzdiözese. 2012 wurde er Domkapitular und zwei Jahre später Domdekan des Kathedralkapitels von Burgos.
Papst Franziskus ernannte ihn am 28. Juni 2022 zum Bischof von Tarazona. Der Erzbischof von Saragossa, Carlos Manuel Escribano Subías, spendete ihm am 17. September desselben Jahres in der Kathedrale von Tarazona die Bischofsweihe. Mitkonsekratoren waren der Apostolische Nuntius in Spanien, Erzbischof Bernardito Cleopas Auza, und der Erzbischof von Burgos, Mario Iceta.